# Звољенска Слатина
Звољенска Слатина (слч. Zvolenská Slatina) насељено је мјесто са административним статусом сеоске општине (слч. obec) у округу Звољен, у Банскобистричком крају, Словачка Република.

## Становништво
| Година:    | 1994. | 2004.   | 2014.   | 2024.   |
| ---------- | ----- | ------- | ------- | ------- |
| Број људи: | 2548  | 2671    | 2830    | 2795    |
| Разлика:   |       | +4,82 % | +5,95 % | -1,23 % |

| Година:    | 2023. | 2024.   |
| ---------- | ----- | ------- |
| Број људи: | 2760  | 2795    |
| Разлика:   |       | +1,26 % |

Према подацима о броју становника из 2011. године насеље је имало 2.807 становника.